# Erich Haeger
Erich Haeger (* 17. September 1893 in Boissin, Kreis Belgard; † 27. März 1993 bei Hamburg) war ein deutscher Faunist, Lepidopterologe und Lehrer.

## Leben und Werk
Haeger wurde in Boissin in Pommern geboren. Im Ersten Weltkrieg wurde er schwer verwundet und begann sich auf Anraten eines Arztes zur Rekonvaleszenz mit Schmetterlingen zu befassen. Bald leistete er wertvolle Beiträge für die Erforschung der Fauna Pommerns, die sich  in dem von Ernst und Herta Urbahn 1939 herausgebrachten Werk Die Schmetterlinge Pommerns mit einem vergleichenden Überblick über den Ostseeraum, in Fachkreisen kurz die „Pommernfauna“ genannt, niederschlugen. Hauptberuflich schlug er einen Weg im Schuldienst ein, in dem er bis 1945 in Gewiesen, dem heutigen Kwisno im Powiat Bytowski, in der Nähe von Miastko (deutsch Rummelsburg in Pommern) tätig war.
Nach dem Zweiten Weltkrieg zog er nach Kreuzbruch in Brandenburg, wo er bis zu seiner Pensionierung weiterhin im Schuldienst tätig war. Hier intensivierte er seine entomologischen Forschungen. Dabei konzentrierte er sich auf die systematische Registrierung von Nachtschmetterlingen. Zwischen 1946 und 1960 katalogisierte Haeger während der gesamten Vegetationsperiode vom Frühjahr bis zum Herbst nahezu täglich die in einem speziellen Raum seines Wohnhauses mittels Lichtfalle angelockten Falter. Diese wurden bis auf sehr wenige Belegexemplare wieder in die Freiheit entlassen. Außer Arten- und Stückzahl wurden auch Angaben zu Temperatur, Barometerstand, Luftfeuchtigkeit, Windstärke und -richtung sowie Bewölkung für jede Nacht geführt. Bei regelmäßigen Exkursionen in die weitere Umgebung registrierte er auch Tagschmetterlinge und weitere Schmetterlingsarten.
1960 zog Haeger nach Glienicke/Nordbahn, wo er seine Forschungen in Tag- und Nachtbeobachtungen an 116 verschiedenen Beobachtungsstellen in Brandenburg fortsetzte. Haeger ermittelte so eine außerordentlich detaillierte Zusammenstellung der Schmetterlingsfauna Brandenburgs. Unter den verzeichneten Arten befinden sich auch einige Erstfunde und Wiederentdeckungen verschollener Arten sowie der Nachweis von Irrgästen.
Haegers reichhaltige und musterhaft etikettierte märkische Spezialsammlung hat er dem Niederlausitzer Naturkundemuseum im Schloss Branitz in Cottbus übereignet. Dort steht sie jedem wissenschaftlich arbeitenden Entomologen zur Verfügung.

## Schriften (Auswahl)
Zu entomologischen Themen verfasste Haeger viele Publikationen, Beispiele dafür sind:
- Etwas vom Lokalfaunisten, Internationale Entomologische Zeitschrift, 26. Jahrgang, 1932, S. 145–151
- 10 Jahre Hauslichtfang (Macrolepidoptera), Zeitschrift für angewandte Zoologie, Jg. 43, Zweites Heft, 1956, S. 215–236
- Ein Beitrag zur Wanderfalter-Forschung, Entomologische Nachrichten und Berichte 13,  1957, S. 85–96
- Was bedeutet Kreuzbruch für die Großschmetterlingsfauna der Mark Brandenburg?, Deutsche Entomologische Zeitschrift 10, 1963, S. 123–133
- Was kann ein Entomologe zur Erforschung der Naturschutzgebiete tun?, Naturschutzarbeit in Berlin und Brandenburg, Deutsche Akademie der Landwirtschaftswissenschaften zu Berlin, 1965
- Telesilla amethystina HB. - neu für die märkische Fauna (LepNoctuidae), Entomologische Nachrichten und Berichte 13, 1969, S. 4/5
- Ein Massenauftreten des Eichenprozessionsspinners in der Mark Brandenburg; (Lep. Thattm.), Entomologische Nachrichten und Berichte 15, 1970, S. 11/12
- 22 Jahre märkischer Faunist (Lep.), Deutsche Entomologische Zeitschrift 16, Heft IV/V, 1969, S. 411–430